# Bourreria rubra
Bourreria rubra là loài thực vật có hoa trong họ Mồ hôi. Loài này được E.J.Lott & J.S.Mill. mô tả khoa học đầu tiên năm 1986.